# 서부물쥐
서부물쥐(Hydromys hussoni)는 쥐과에 속하는 설치류의 일종이다. 인도네시아 서뉴기니(서파푸아)와 파푸아뉴기니에서 발견된다. 서식지 감소로 위협을 받고 있다.

## 특징
꼬리 길이 103~152mm를 제외한 몸길이가 122~171mm인 중형 설치류로 발 길이는 25~31mm, 귀 길이는 11~14mm이다.

## 생태
반수생 동물이다.

## 분포 및 서식지
뉴기니섬의 센트럴코르디예라 산맥 서쪽 지역의 위젤호수에서만 발견된다. 해발 1,765m와 1,800m 사이 산지 숲의 강과 냇가를 따라서 서식한다.